# Mihail Bergman
Mihail Mihailovici Bergman (în rusă Михаи́л Миха́йлович Бе́ргман; n. 22 decembrie 1948, Tiraspol, RSS Moldovenească, URSS) este un militar, scriitor și politician rus, originar dintr-o familie de evrei din Transnistria. A fost comandantul militar al orașului Cernobîl și deține gradul de colonel în rezervă. Este cunoscut ca fiind singura persoană care a câștigat un proces împotriva ministrului apărării al Rusiei⁠(d) la sfârșitul anilor '90. A fost eliberat din serviciul militar în 1999, odată cu începutul celui de-al Doilea Război Cecen.
După retragerea din forțele armate, a fost numit reprezentant permanent al Republicii Hakasia pe lângă președintele Federației Ruse. Între 2012 și 2013, a fost asistent și reprezentant special al președintelui Republicii Moldovenești Nistrene (RMN) în Rusia. Este menționat în Cartea Recordurilor Guinness și deține titlul de Maestru al Sportului la sambo.

## Biografie
Bergman s-a născut într-o familie de evrei din Tiraspol și a obținut o diplomă de învățământ superior în pedagogie. A fost asistentul apropiat al generalului Aleksandr Lebed în perioada 1992-1993 în Transnistria, și ulterior în Rusia, până la decesul acestuia. Din această funcție a participat la războiul din Transnistria, de partea forțelor separatiste. După moartea generalului Lebed, printr-un decret al președintelui Federației Ruse, Bergman a fost numit reprezentant al președintelui în Republica Hakasia, la solicitarea președintelui Hakasiei, Aleksei Lebed, fratele mai mic al generalului. 
În perioada 6 martie 2012 - 29 decembrie 2013, a fost asistent și reprezentant special al președintelui nerecunoscutei RMN, Evgheni Șevciuk, în Rusia, având dreptul de a se afla permanent la Moscova și de a efectua deplasări de serviciu în RMN.

## Critici în Transnistria

### Susținător al integrității teritoriale a Moldovei
Personalitatea și opiniile politice ale lui Bergman au generat reacții mixte în Transnistria. Un interviu acordat de Bergman la 25 ianuarie 2012 postului de televiziune moldovenesc Publika TV a stârnit reacții negative, în care și-a exprimat deschis susținerea pentru restabilirea integrității teritoriale a Moldovei, menționând totuși că "până când în Moldova nu va exista o autoritate fermă, nu se poate face nimic în acest sens".

### Susținător al nevinovăției luiIlie Ilașcu
Bergman a fost implicat în diverse controverse mediatice. Un exemplu notabil este interviul acordat la 31 august 2012 ziarului "Moskovski Komsomoleț", în care a încercat să reabiliteze grupul "Bujor", condus de Ilie Ilașcu. Bergman i-a interogat personal pe cei din grupul Ilașcu în timpul războiului. El a susținut că dosarul a fost fabricat de Vladimir Antiufeev. Politologul transnistrean Andrei Safonov, cunoscut pentru pozițiile sale antiromânești, a comentat că "încercarea reprezentantului președintelui Transnistriei în Rusia, Mihail Bergman, de a reabilita grupul terorist al lui Ilie Ilașcu poate avea implicații serioase. În spatele acesteia pot sta cercuri politice și servicii speciale ale Republicii Moldova și ale țărilor occidentale, interesate în distrugerea statalității RMN".

### Autoproclamarea ca general
În 2012, Bergman a declarat în RMN că deține gradul de general-maior al Rusiei. Pe internet, au apărut fotografii cu el purtând epoleți de general, despre care s-a descoperit ulterior că au fost modificate digital.

## Critici în Moldova
Pe 12 aprilie 2012, Bergman a fost invitat la o dezbatere televizată în Chișinău de generalul moldovean Ion Costaș. Acesta l-a acuzat pe Bergman de cauzarea conflictului transnistrean. Bergman nu a participat la dezbatere.